# Кривуша (Иркутская область)
Кривуша — деревня в Тулунском районе Иркутской области России. Входит в состав Кирейского муниципального образования.

## География
Находится примерно в 51 км к юго-западу от районного центра — города Тулун.

## Топонимика
Наиболее вероятно, что название Кривуша произошло от название реки или оврага, делающего крутой изгиб.

## Население
| 2002 | 2010 | 2011 | 2012 |
| ---- | ---- | ---- | ---- |
| 34   | ↘27  | →27  | →27  |

По данным Всероссийской переписи, в 2010 году в деревне проживало 27 человек (14 мужчин и 13 женщин).